# Giuditta Tavani Arquati
Giuditta Tavani Arquati (Roma, 30 aprile 1830 – Roma, 25 ottobre 1867) è stata una patriota italiana.

## Biografia
Figlia di Adelaide Mambor e Giustino Tavani, un difensore della Repubblica Romana trasferitosi in esilio a Venezia dopo aver scontato una lunga pena nelle carceri pontificie, Giuditta crebbe in un ambiente che le fece acquisire saldi principi laici e repubblicani.

## Matrimonio e patriottismo
Giuditta Tavani Arquati nacque il 30 aprile 1830 a Roma sull'isola Tiberina e fu battezzata lo stesso giorno presso la chiesa di San Bartolomeo all'Isola. Si sposò a quattordici anni, il 22 luglio 1844, nella parrocchia romana di San Crisogono, con Francesco Arquati, conosciuto nel magazzino di stoffe di suo padre.
I due sposi combattono insieme per la difesa della Repubblica Romana, che cadde in mani francesi nel 1849. Seguirono allora i fuorusciti verso l'Adriatico, con Garibaldi, e si rifugiarono a Venezia. Successivamente, ancora ricercati passarono nelle Romagne, dove continuarono a cospirare, trasferendosi poi a Subiaco. Nel 1865 rientrarono in Roma nascostamente per organizzarne la liberazione. Qui frequentarono la casa ed il lanificio di Giulio Ajani (1835-1890), altro patriota, alla Lungaretta in Trastevere.

## La battaglia nel lanificio Ajani

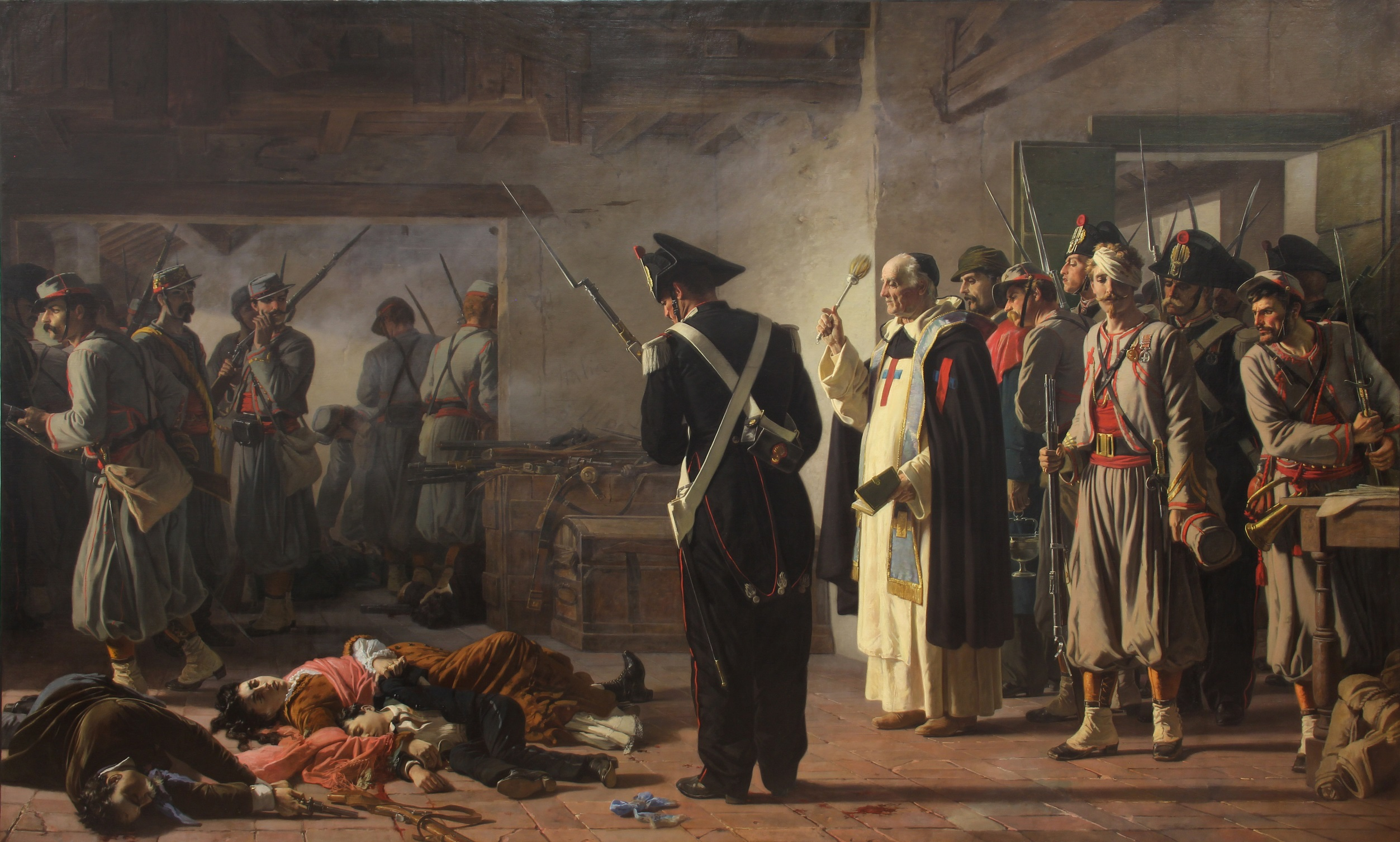
Carlo Ademollo, Eccidio del lanificio Aiani (1880), Museo del Risorgimento di Milano

La mattina del 25 ottobre 1867, giorno in cui Garibaldi prendeva Monterotondo nel corso della terza spedizione per liberare Roma, una quarantina di patrioti, di cui 25 romani, si riunirono in via della Lungaretta 97, nel rione romano di Trastevere, nella sede del lanificio di Giulio Ajani, per decidere sul da farsi. Il gruppo preparò una sommossa per far insorgere Roma contro il governo di Pio IX. Deteneva delle cartucce e un arsenale di fucili, auspicando un intervento diretto di Giuseppe Garibaldi a Roma. Lo Scontro di Villa Glori del 23 ottobre 1867 poteva far pensare che fosse l'inizio di una rivolta.
Alla riunione partecipò anche la Arquati, con il marito e uno dei tre figli della coppia, Antonio. Verso le 12 e mezzo, una pattuglia di zuavi giunta da via del Moro attaccò la sede del lanificio. I congiurati cercarono di resistere al fuoco. In poco tempo, però, le truppe pontificie ebbero la meglio e riuscirono a farsi strada all'interno dell'edificio. Alcuni congiurati riuscirono a fuggire, mentre altri furono catturati. Sotto il fuoco rimasero uccise 9 persone, tra cui Giuditta Tavani Arquati, incinta del quarto figlio, il marito e il loro giovane figlio.

## La memoria

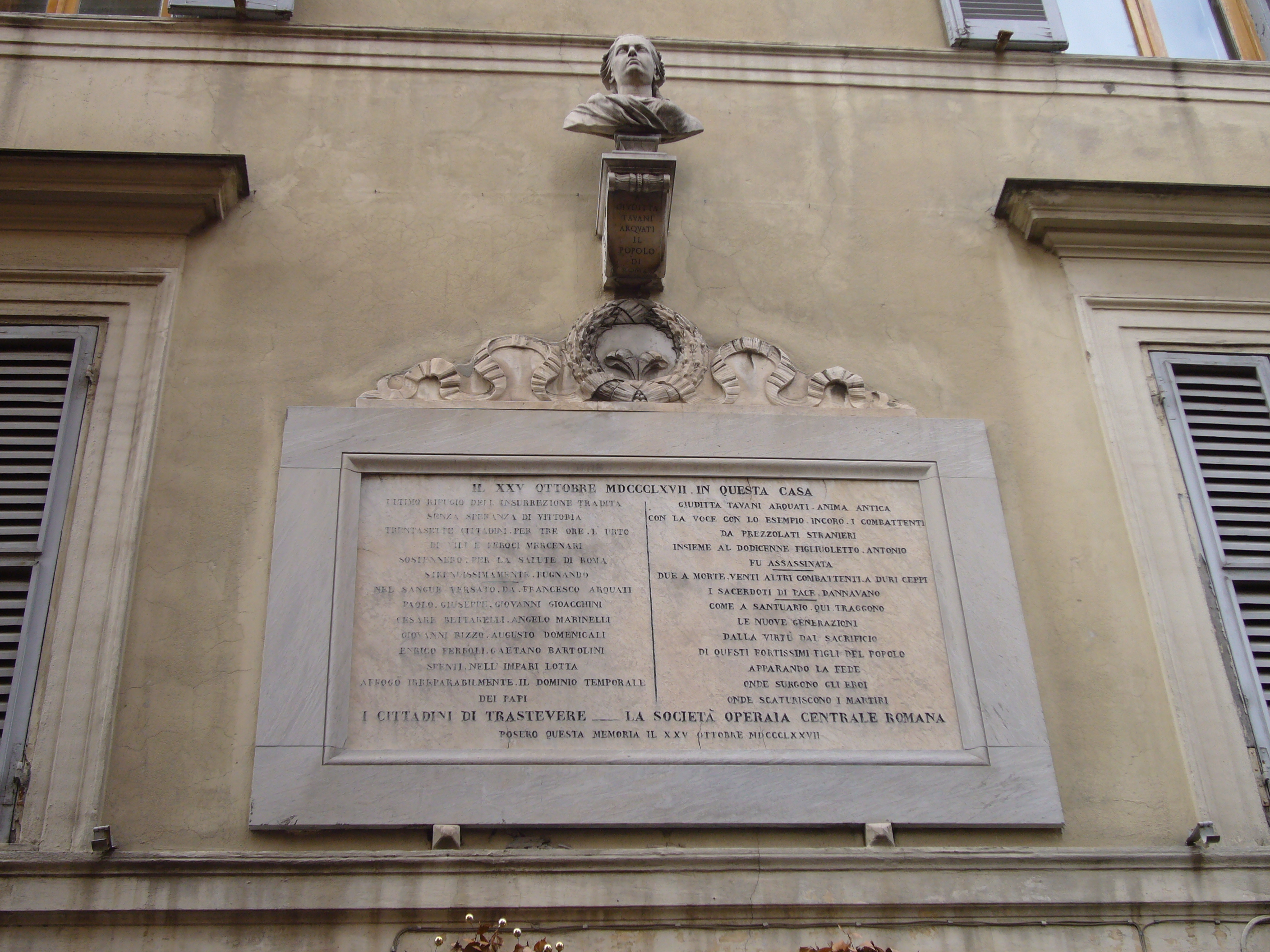
Memoria di Giuditta Tavani Arquati e degli insorti di Trastevere in via della Lungaretta, 97 (1867)

La figura di Giuditta Tavani Arquati divenne simbolo della lotta per la liberazione di Roma e per anni gli abitanti di Trastevere e le associazioni laiche e repubblicane commemorarono l'eccidio. Il 9 febbraio 1887 fu fondata l'Associazione democratica Giuditta Tavani Arquati, che fu sede di numerose iniziative laiche e anticlericali. L'associazione fu sciolta nel 1925 dal Fascismo e, in seguito, ricostituita dopo la Liberazione.
Grazie agli sforzi dell'Associazione e di altre istituzioni il 1º novembre 1909 piazza Romana, che si trovava nelle vicinanze del lanificio di via della Lungaretta, viene rinominata Piazza Giuditta Tavani Arquati. Trastevere ricorda la patriota romana con una lapide posta accanto all'ex lanificio Ajani. L'episodio dell'eccidio al lanificio Ajani è citato nel film di Luigi Magni, In nome del Papa Re, nel film di Alfredo Giannetti, Correva l'anno di grazia 1870, e nel film di Luca Manfredi, L'ultimo papa re.
La salma di Giuditta Tavani Arquati riposa in una tomba a tumulo sulla collinetta prospiciente l'Ossario del Cimitero del Verano a Roma.